# Raphionacme grandiflora
Raphionacme grandiflora är en oleanderväxtart som beskrevs av Nicholas Edward Brown.
Raphionacme grandiflora ingår i släktet Raphionacme och familjen oleanderväxter. Inga underarter finns listade i Catalogue of Life.